# 艾森胡特山
46°57′12″N 13°55′34″E / 46.95333°N 13.92611°E

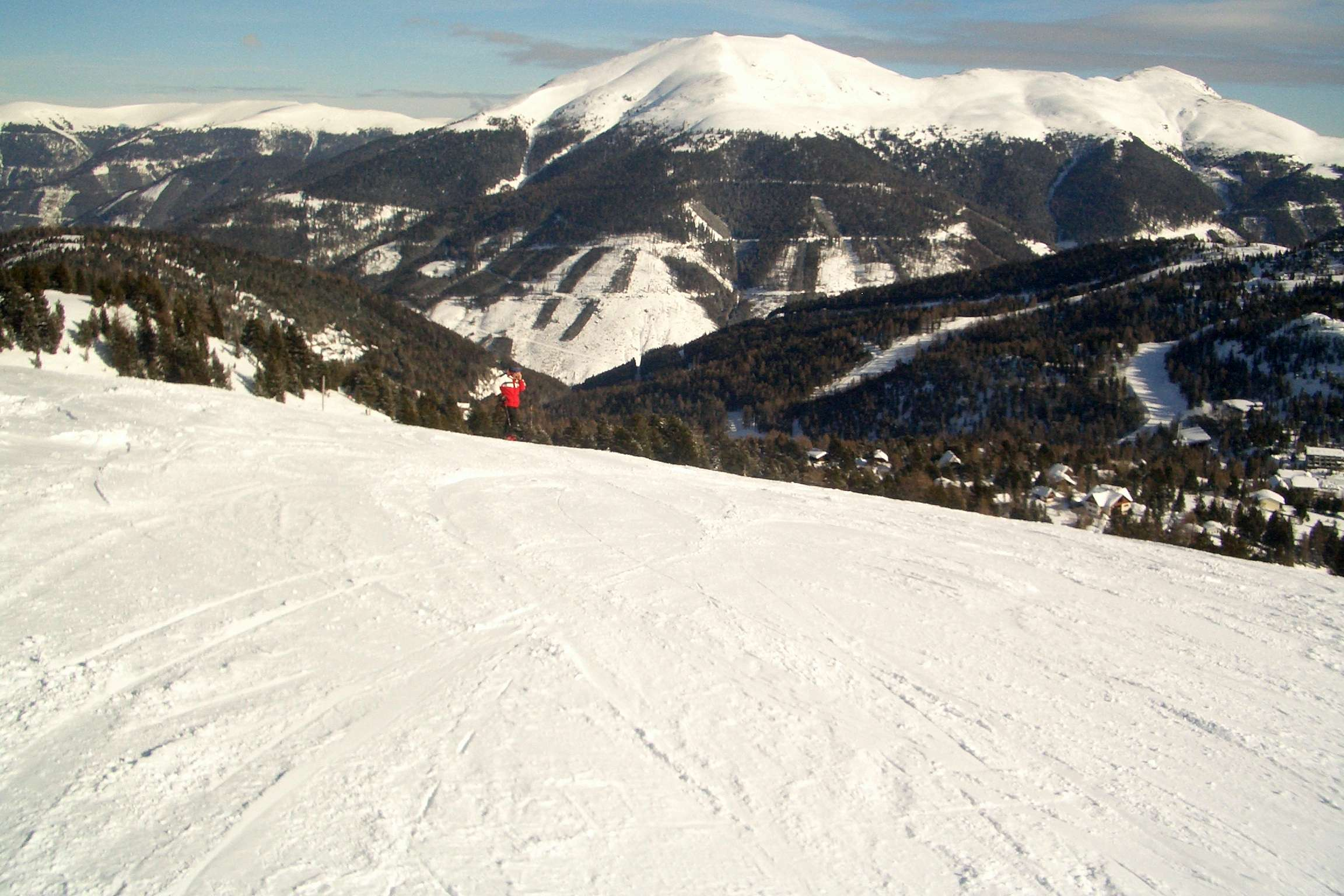

艾森胡特山（德語：Eisenhut），是奧地利的山峰，位於該國東南部，由施泰爾馬克州負責管轄，屬於古爾克阿爾卑斯山脈的一部分，海拔高度2,441米。